# Pagliacci

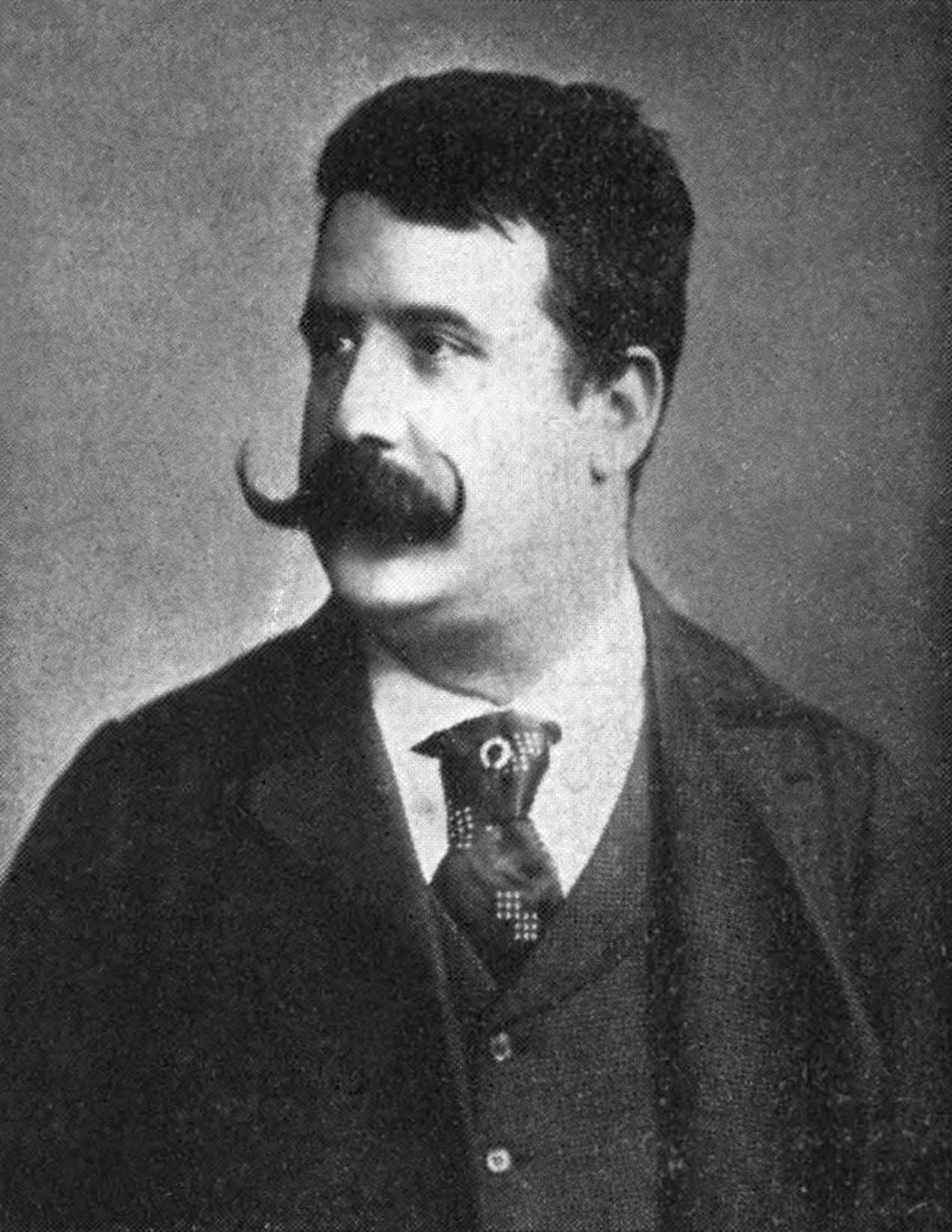
El compositor Ruggero Leoncavallo.

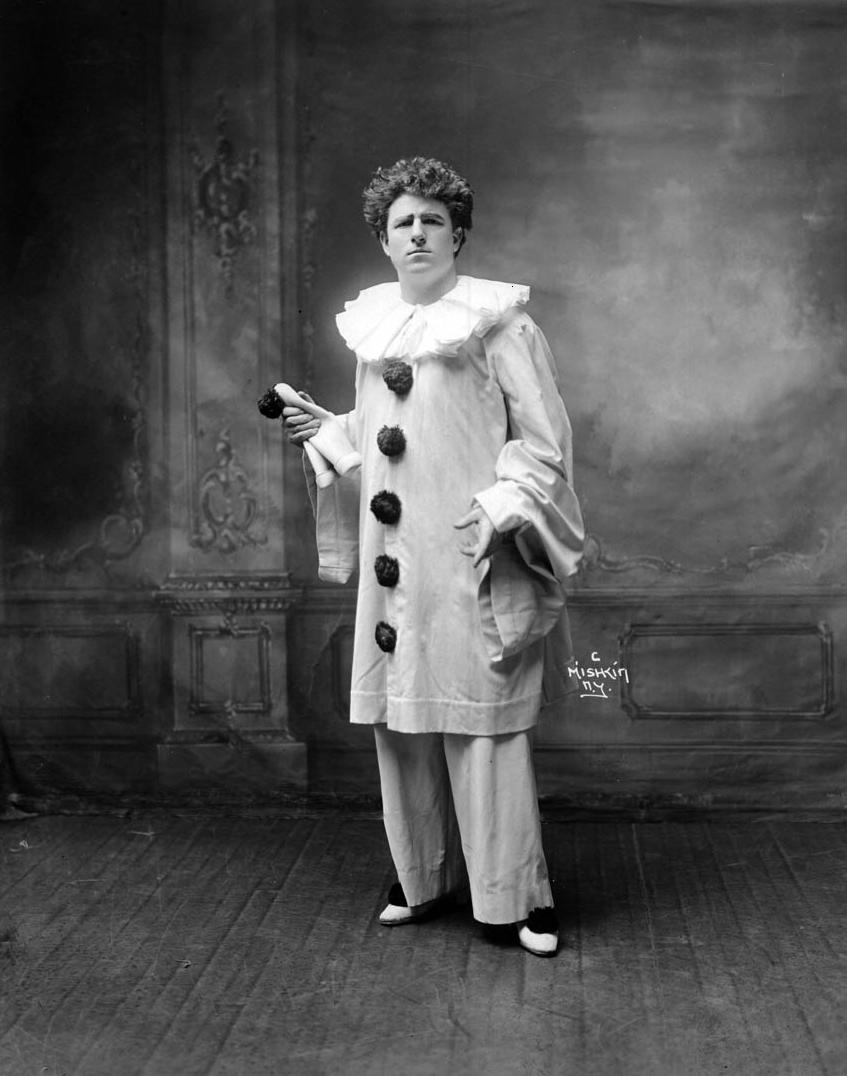
Giovanni Martinelli, como Canio.

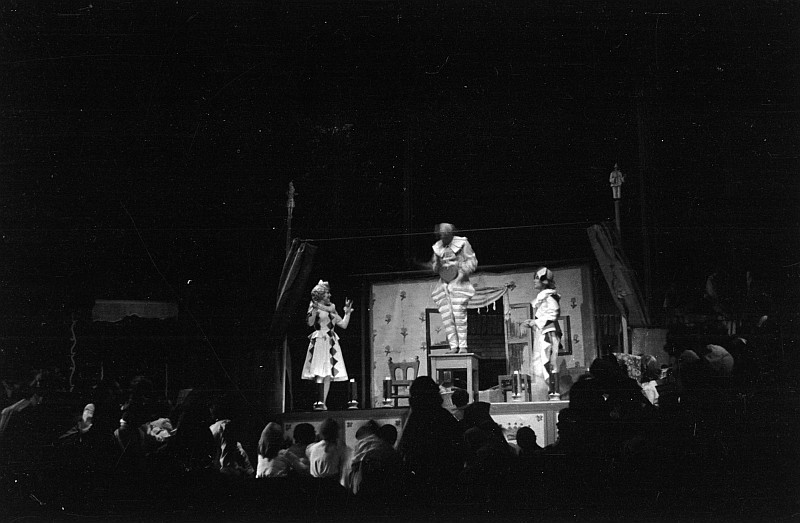
Segundo acto

Pagliacci (título original en italiano; en español, Payasos) es un drama en dos actos con un prólogo en el que la música y el libreto en italiano pertenecen al compositor Ruggero Leoncavallo. La historia relata la tragedia de un payaso y la infidelidad de su esposa en una compañía teatral de la comedia del arte. El coro interviene en dos ocasiones. Al principio de la obra y al comienzo del segundo acto.

## Historia

### Composición
Alrededor del año 1890, cuando Mascagni estrenó Cavalleria rusticana, Leoncavallo era un compositor poco conocido. Después de ver su éxito, decidió escribir una ópera parecida. Iba a ser en un acto y compuesta en estilo verista. Lo demandaron por plagio del libreto de Catulle Mendès, cuya obra de 1887 titulada La Femme de Tabarin comparte muchos temas con Pagliacci, principalmente la "obra dentro de la obra" y el payaso que asesina a su esposa. La defensa de Leoncavallo fue que la trama de la ópera se basa en una historia verdadera que había visto de pequeño. Afirmó que un criado lo había llevado a una representación de la comedia del arte en la que los acontecimientos de la ópera habían realmente ocurrido. También dijo que su padre, que era juez, había llevado a cabo la investigación criminal y que tenía documentos que apoyaba estas alegaciones, pero nada de esta evidencia apareció nunca. Hoy la mayor parte de los críticos están de acuerdo en que el libreto se inspiró verdaderamente en la obra de Mendès puesto que Leoncavallo vivía en París en la época de su estreno y es probable que viera la obra.

### Representaciones
Se estrenó el 21 de mayo de 1892 en el Teatro dal Verme de Milán, dirigida por Arturo Toscanini con Adelina Stehle como Nedda, Fiorello Giraud como Canio, Victor Maurel como Tonio y Mario Ancona como Silvio. Pagliacci fue un éxito instantáneo y sigue siendo popular hoy. Contiene una de las arias de ópera más famosa y popular, "Recitar! ... Vesti la giubba" (literalmente, ¡Interpretar! ... Ponte el vestuario).
El estreno en el Reino Unido tuvo lugar en la Royal Opera House, Covent Garden en Londres el 19 de mayo de 1893. El estreno en los EE. UU. tuvo lugar un mes después del Covent Garden en la Grand Opera House de Nueva York el 15 de junio, mientras que la Metropolitan Opera representó la obra por vez primera el 11 de diciembre del mismo año (junto con Orfeo y Eurídice), Nedda cantada por Nellie Melba. El Met la combinó con Cavalleria rusticana por vez primera once días después el 22 de diciembre. Desde 1893 se ha presentado allí 712 veces (la más reciente en abril de 2009) y desde 1944, exclusivamente con Cavalleria. En el Teatro Colón (Buenos Aires) se estrenó en la temporada inaugural de 1908 con Amedeo Bassi y Titta Ruffo repitiéndose en dieciocho temporadas: 1909, 1910, 1915, 1916 y 1917 (ambas con Enrico Caruso) y 1918-1926 con Aureliano Pertile, 1928, 1929, 1931, 1932, 1943, 1957, 1968, 1980, 1992 y 2000.
Pagliacci sigue siendo una de las óperas más populares; en las estadísticas de Operabase aparece la n.º 20 de las cien óperas más representadas en el período 2005-2010, siendo la 12.ª en Italia y la primera de Leoncavallo.
Desde 1893, se representa en un programa doble con Cavalleria Rusticana de Mascagni, una pareja que habitualmente es conocida de forma coloquial como "Cav y Pag". Ambas son las óperas más representativas del estilo denominado verista. Aunque este emparejamiento ha sido la norma en la mayor parte de los lugares, algunos teatros han llegado tardíamente a esta costumbre. Por ejemplo, el Teatro Mijailovski en San Petersburgo presentó el programa doble por vez primera sólo en febrero de 2009.
Su aria para tenor, "Vesti la giubba", se ha convertido en emblemática para este tipo de cantante lírico desde Enrico Caruso, Miguel Fleta, Giovanni Martinelli, Beniamino Gigli, Mario del Mónaco, Jussi Björling a Giuseppe Di Stefano, Jon Vickers, Carlo Bergonzi, Plácido Domingo, Luciano Pavarotti, José Cura y Roberto Alagna.

## Personajes
| Personaje                             | Personaje en la commedia dell'arte                  | Tesitura         | Elenco del estreno, 21 de mayo de 1892 (Director: Arturo Toscanini) |
| ------------------------------------- | --------------------------------------------------- | ---------------- | ------------------------------------------------------------------- |
| Canio, jefe de la compañía            | Pagliaccio (Pierrot), esposo de Colombina           | tenor dramático  | Fiorello Giraud                                                     |
| Nedda, esposa de Canio                | Colombina, esposa de Pagliaccio, amante de Arlequín | soprano          | Adelina Stehle                                                      |
| Tonio, el bobo, actor de la compañía  | Taddeo, sirviente de Colombina                      | barítono         | Victor Maurel                                                       |
| Silvio, campesino                     |                                                     | barítono         | Mario Ancona                                                        |
| Beppe (o Peppe), actor de la compañía | Arlequín, amante de Colombina                       | tenor buffo      | Francesco Daddi                                                     |
| Dos campesinos                        |                                                     | tenor y barítono |                                                                     |
| Campesinos                            |                                                     |                  |                                                                     |

## Argumento

### Prólogo
Durante la obertura, se alza el telón. Desde detrás de un segundo telón, Tonio, vestido como su personaje de la comedia del arte Taddeo, se dirige al público. ("Si può?... Si può?... Signore! Signori! ... Un nido di memorie.") Recuerda al público que los actores también tienen sentimientos y que esta función es sobre seres humanos de verdad.
Lugar: una aldea de Calabria, cerca de Montalto, en la Fiesta de la Asunción.
Tiempo: entre 1865 y 1870.

### Acto I
A las tres de la tarde llega un grupo ambulante de payasos a un pueblo, en la festividad de la Virgen de Agosto, para representar una obra. La compañía, dirigida por Canio, está formada también por su esposa Nedda, el jorobado Tonio y Beppe. El recibimiento es acogedor para los payasos, que lo agradecen y anuncian al pueblo que esa noche habrá un gran espectáculo al que nadie ha de faltar. Canio describe la representación de la noche: los problemas de Pagliaccio. Dice que la obra empezará a las "ventitre ore" (veintitrés horas). Este es un método agrícola de contar el tiempo y significa que la obra empezará una hora antes de la puesta de sol. Cuando Nedda baja de la carreta, Tonio trata de ayudarla pero Canio le da un pequeño golpe y la ayuda a bajar él mismo. Los pueblerinos sugieren beber en la taberna. Canio y Beppe aceptan, pero Tonio se queda detrás. Los celos de Canio resurgen cuando algún joven le insinúa sin mala intención que Tonio, que había rechazado la invitación para tomar algo junto a sus compañeros, se quedaba para cortejar a Nedda. Canio advierte a todo el mundo que mientras en el escenario puede hacer el papel de esposo tonto que exige la obra, en la vida real no tolerará que otros hombres intenten seducir a su esposa Nedda. Sorprendido, un pueblerino pregunta si Canio realmente sospecha de ella. Él dice que no y besa dulcemente a su mujer en la frente. Conforme las campanas de la iglesia tocan a vísperas, él y Beppe se marchan a la taberna.
Nedda, que está engañando a Canio, se queda sola. Se pone a pensar y a preocuparse por la actitud celosa mostrada por su marido, pues está enamorada secretamente de otro, pero la canción del pájaro la reconforta. Ese amor es el que le hace cambiar su discurso para volverlo más alegre. Tonio regresa y le confiesa su amor por ella, pero ella se ríe. Enojado, Tonio agarra a Nedda pero ella toma un látigo y lo echa. Silvio, que es el amante de Nedda, viene de la taberna, donde ha dejado a Canio y Beppe bebiendo. Le pide a Nedda que se fugue con él después de la representación y, aunque ella tiene miedo, acaba aceptando. Tonio, que ha estado escuchando a escondidas, se marcha para informar a Canio de manera que pueda pillar a Silvio y Nedda juntos. Canio y Tonio regresan y, mientras Silvio escapa, Nedda lo llama ("¡Siempre seré tuya!").

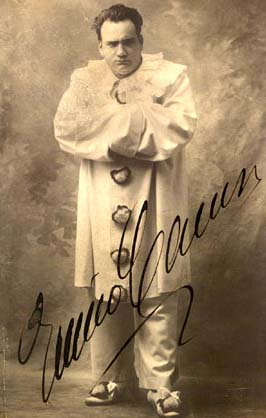
Enrico Caruso como Canio en Pagliacci, uno de sus papeles más significativos.

Canio persigue a Silvio pero no lo pilla y no ve su cara. Exige que Nedda le diga el nombre de su amante, pero ella se niega. La amenaza con un cuchillo, pero Beppe lo desarma. Beppe insiste en que se preparen para la representación. Tonio le dice a Canio que su amante seguramente se traicionará a sí mismo en la obra. Canio se queda a solas para vestirse, maquillarse y prepararse para reír ("Vesti la giubba").

### Intermedio
El intermedio sirve para prepararnos para la obra que la compañía de payasos va a llevar adelante. En esta comedia del arte Canio es Pagliaccio, Nedda es Colombina, Tonio es Taddeo y por último Beppe es Arlequín.

### Acto II
El acto comienza con el coro de aldeanos que se van sentando para ver la obra. Entre ellos está Silvio, que recuerda a Nedda que la esperará al final de la actuación. Nedda, vestida como Colombina, recoge el dinero. Ella susurra una advertencia a Silvio y la multitud grita al empezar la obra.
El marido de Colombina, Pagliaccio, se ha ido hasta la mañana y Taddeo está en el mercado. Esperando ansiosamente a su amante Arlequín, Colombina pasea en una salita mientras la voz de este implora por su amor, dándole una serenata desde abajo de su ventana. La llegada de Taddeo, bufón enamorado de Colombina, devuelve al primer acto respecto al encuentro de Tonio y Nedda. Taddeo confiesa su amor, pero ella se burla de él. Arlequín sube y alcanza la ventana de la habitación donde están Colombina y Taddeo, expulsando a este último ante las risas del público.
El pequeño dúo amoroso-jocoso culmina con las mismas palabras que Nedda dijo a Silvio, lo que acelera la furia en Canio. Arlequín y Colombina cenan y él le entrega una poción para dormir que ella debería usar más tarde, al regresar su marido, para sedarlo y huir con su amante. Entra Tadeo, advirtiendo que Pagliaccio sospecha de su esposa y va a volver pronto. Mientras Arlequín se escapa por la ventana, Colombina le dice "¡Siempre seré tuya!".
Cuando Canio entra interpretando a Pagliaccio, oye a Nedda y exclama "¡En el nombre de Dios! ¡Aquellas mismas palabras!" Intenta continuar con la obra pero pierde el control y se sale de su papel. Muestra una actitud despiadada ante Nedda, exigiéndole que revele el nombre de su amante. Nedda trata de mantenerse en su rol de Colombina y seguir con la obra, llamando a Canio por el nombre de su personaje, "Pagliaccio" para recordarle la presencia del público. Pero el intento es infructuoso puesto que Canio ya está lleno de ira. Él contesta con su arietta: "No! Pagliaccio non son!" ("¡No! ¡No soy Pagliaccio!") y afirma que si su cara es pálida, no se debe al maquillaje sino a la vergüenza que ella le ha traído. El público, impresionado por esta interpretación tan realista, lo vitorea. Nedda, intentando de nuevo continuar con la comedia, admite que ella ha sido visitada por el muy inocente Arlequín. Canio, furioso y olvidando la obra, exige saber el nombre de su amante. Nedda jura que ella nunca se lo dirá.
Silvio ha sido el único entre el público que entendió que la escena no era de ficción y empieza a preocuparse por Nedda quien, a pesar de confesar su romance, se niega a revelar el nombre de su amante y trata de huir al ser amenazada por Canio. Intenta abrirse paso hacia el escenario. Canio, cogiendo un cuchillo de la mesa, apuñala a Nedda. Al morir, ella grita: "¡Ayuda, Silvio!". Canio entonces apuñala también a Silvio y con un terrible e irónico "La commedia è finita" ("La comedia se acabó") concluye la ópera mientras el telón baja ocultando los cuerpos inertes de los dos amantes. En su origen, Tonio tenía esta línea final, "La commedia è finita!" pero se ha dado tradicionalmente a Canio. El propio Leoncavallo aprobó esta sustitución.[cita requerida]

## Extractos famosos
- "Si può?", Prólogo (Tonio)
- "Son qua, ritornano!", coro (Acto I).
- "Qual fiamma avea nel guardo", aria de Nedda.
- "Vesti la giubba" (a menudo llamada Ridi, pagliaccio), aria de Canio.
- "Canzone di Arlecchino", Beppe (Acto II).
- "No, pagliaccio non son", romanza de Canio y final.

## Instrumentación
La partitura está escrita para las voces solistas, un coro y una orquesta formada por:
- Viendo madera: 2 flautas, 1 flautín, 1 oboe, 1 corno inglés, 2 clarinetes, 1 clarinete bajo, 3 fagotes.
- Viento metal: 4 trompas, 3 trompetas, 3 trombones, 1 tuba.
- Percusión: timbales, bombo, platillos, triángulo, glockenspiel, campanas tubulares.
- Cuerda: 2 arpas y una sección de cuerdas con violines I y II, violas, violonchelos y contrabajos.
- En escena: violín, oboe, trompeta, bombo.

También incluidas en las páginas finales de la partitura es una parte en la sección de percusión marcada "T.T.", sorprendentemente no asignada a la página de instrumentación en el comienzo, que lleva a asumir que es en realidad un tam-tam. Esto se debe a que, en parte porque Mascagni usó uno, aunque con mucho mayor efecto, en los momentos finales de Cavalleria rusticana. Da tres golpes justo después de que Tonio/Canio anuncie que "La comedia ha terminado".

## Discografía selecta
En 1907, Pagliacci se convirtió en la primera ópera integral en ser grabada. con el tenor portorriqueño Antonio Paoli como Canio y bajo la supervisión personal de Leoncavallo. En 1931, se convirtió en la primera ópera completa rodada con sonido, en lo que ahora es una versión oscura protagonizada por el tenor Fernando Bertini, en su única película, como Canio y la Compañía de Ópera de San Carlos.
La ópera ha sido grabada varias veces, especialmente durante y después de los años cuarenta; según una fuente, hay 137 grabaciones existentes. La siguiente selección de la discografía está realizada incluyendo las mencionadas en La discoteca ideal de la ópera, y The New Penguin Guide to Compact Discs and Cassettes.
| Año  | Elenco (Canio, Nedda, Tonio)                            | Director, Teatro y orquesta                                                                            | Discográfica                                 |
| ---- | ------------------------------------------------------- | --- | -------------------------------------------- |
| 1953 | Jussi Björling, Victoria de los Ángeles, Leonard Warren | Renato Cellini RCA Victor Orchestra and Chorus                                                         | Audio CD: EMI Classics Cat: 0724358565027    |
| 1954 | Giuseppe di Stefano, Maria Callas, Tito Gobbi           | Tullio Serafin, Orquesta y coro del Teatro de La Scala de Milán                                        | EMI                                          |
| 1959 | Mario Del Monaco, Lucine Amara                          | Leonard Warren, Dimitri Mitropoulos, Orquesta y coro del teatro Metropolitan Opera House de Nueva York |                                              |
| 1961 | Mario Del Monaco, Gabriela Tucci, Aldo Protti           | Orquesta y coro de RCA Victor                                                                          | DVD: VAI internacional                       |
| 1965 | Carlo Bergonzi, Joan Carlyle, Giuseppe Taddei           | Herbert von Karajan, Coro y orquesta de La Scala                                                       | Audio CD: Deutsche Grammophon Cat: 449 727-2 |
| 1979 | Renata Scotto, José Carreras, Kari Nurmela              | Riccardo Muti Orquesta Filarmónica de Londres, Coro de Ópera Ambrosiano                                | EMI CMS Cat: 7 63650-2                       |
| 1981 | Plácido Domingo, Teresa Stratas, Juan Pons              | Georges Prêtre Coro y orquesta de La Scala (Película – dirigida por Franco Zeffirelli)                 | DVD: Deutsche Grammophon Cat: 0044007 34033  |
| 1993 | Daniela Dessì, Luciano Pavarotti, Joan Pons             | Riccardo Muti Orquesta de Filadelfia, Coro Sinfónico Westminster                                       | Philips Cat: 434 131 2                       |

Fue llevada al cine en 1948, en una película con Gina Lollobrigida y Tito Gobbi.

## En la cultura popular
Esta obra, en especial el aria "Vesti la giubba", ha servido de inspiración a artistas musicales de diversos géneros para crear sus propias versiones. Tanto las adaptaciones como las interpretaciones de la pieza original han sido incluidas en multitud de bandas sonoras de películas, programas de televisión, videojuegos, etc. Su influencia ha rebasado el ámbito musical y ha llegado a artistas de otras disciplinas como la literatura, el cómic o el cine.

### Adaptaciones
- 1950 – "Pal-Yat-Chee", canción paródica del disco Murdering the Classics de Spike Jones y su banda los City Slickers, que hace referencia cómica y satírica al aria de Canio. Cuenta con la interpretación del dúo estadounidense Homer & Jethro, famosos en los años 40, 50 y 60 del siglo pasado por sus canciones country con letras satíricas. La canción cuenta que en su paso por la ciudad se encontraron con una presentación de Pagliacci, la cual -acorde a la letra satírica- pensaron que era un espectáculo del oeste. Este disco contiene arreglos satíricos y alocados de piezas emblemáticas de música clásica. Del aria original se conserva el verso "Ridi, pagliaccio...  sul tuo amore infranto", el cual se interpreta dos veces dentro de la canción paródica.
- 1984 – "It's a Hard Life", tema del álbum The Works de la banda de rock británica Queen que comienza con un fragmento de "Vesti la giubba" pero con la letra modificada.
- 1999 – "Pinocchi Coi Paraocchi", tema del álbum Con Caparezza Nella Monnezza del rapero italiano Caparezza en el que se utiliza el fragmento "No, Pagliaccio Non Son" del segundo acto.
- 2012 – "A Metaphor for the Dead", canción del álbum Vanitas del grupo de metal extremo británico Anaal Nathrakh que está inspirada en esta obra.
- 2014 – "Cadaveria", tema del disco Ilussia del grupo español Mägo de Oz cuyo videoclip comienza con un fragmento de "Vesti la giubba".

### Inclusión en bandas sonoras
- 1936 – El gran Ziegfeld, película musical en la que una parte de "Vesti la giubba" suena durante la famosa secuencia a gran escala de "A Pretty Girl Is Like a Melody". Un primer plano de Canio marca el único corte de toda la escena.
- 1987 – Los intocables de Eliot Ness, film del director Brian De Palma en la que aparece una escena en la que Al Capone (Robert De Niro) asiste a una representación de Pagliacci. El líder de la mafia se emociona en uno de los palcos del teatro, mientras recibe la noticia en el oído de la muerte de uno de los policías que forma parte de una investigación en su contra, lo que conlleva a cambiar su actitud de tristeza a la de alegría. Más adelante, hay otra escena donde Al Capone celebra con el cantante de la ópera junto a varios invitados.
- 1992 – Seinfeld, serie en cuyo capítulo 4x09 "The Opera" los protagonistas van a ver esta ópera que obsesiona a Crazy Joe Davola.
- 1997 – ¡Oye, Arnold!, serie animada en cuyo episodio capítulo 37b "What's Opera, Arnold?" Harold manifiesta su disgusto por el género lírico, usando de referencia a Pagliacci y diciendo "¡Mírenme, soy un payaso llorón!", para luego aparecer caracterizado como Canio en un pasaje del sueño de Arnold, interpretando su verso más famoso.
- 2005  – Grand Theft Auto: Liberty City Stories, videojuego que incluye la emisora de radio de música clásica Double Clef FM en la que suena con frecuencia "Vesti la giubba".
- 2005 – Los Simpson, serie animada en cuyo capítulo 17x8 "The Italian Bob" el payaso Sideshow Bob caracteriza a Canio en el coliseo romano cantando un fragmento de "Vesti la giubba"; concretamente el verso "Ridi, pagliaccio... sul tuo amore infranto". Finaliza con otro fragmento del final, "La commedia è finita".
- 2012 – The Longest Daycare, el corto animado derivado de Los Simpson incluye una versión instrumental del aria de Canio cuando Maggie ve que la mariposa finalmente ha sido aplastada por el bebé Gerald, a lo que la misma hace una pantomima similar de duelo por dicho acontecimiento.
- 1999 – Coca-Cola - Pagliacci, anuncio publicitario de esta compañía que emplea la célebre aria en el que Canio está cantando "Vesti la giubba" en un teatro de ópera. Un niño, que está entre bambalinas, siente el dolor del payaso que está a punto de llorar y lo único que tiene a la mano para consolarle es una botella de este refresco. Se la acerca en medio de la representación. El público se conmueve con tal acto y aplaude. El payaso acepta el refresco y salen juntos del escenario.[16]

### Otros
- 1926 – En el relato corto Swan Song (El canto del cisne) de Agatha Christie que narra una historia de venganza en la que se hace referencia a Tosca y la última línea es "La commedia è finita".
- 1986 – En el cómic Watchmen escrito por Alan Moore, específicamente en las últimas páginas del primer tomo, el personaje de Rorschach cuenta un chiste sobre el payaso Pagliacci: «Un hombre va al médico. Le cuenta que está deprimido. Le dice que la vida le parece dura y cruel. Dice que se siente muy solo en este mundo lleno de amenazas donde lo que nos espera es vago e incierto. El doctor le responde; “El tratamiento es sencillo, el gran payaso Pagliacci se encuentra esta noche en la ciudad, vaya a verlo, eso lo animará”. El hombre se echa a llorar y dice “Pero, doctor… yo soy Pagliacci”. Buen chiste, todos ríen, telón.» Se convirtió en una de las escenas más icónicas del cómic, a pesar de no estar basado en la obra de teatro sino en un poema de Juan de Dios Peza llamado "Reír Llorando".
- En la serie de cómics de Batman, así como en sus diversas adaptaciones, el personaje Joker es un supervillano demente que actúa como un payaso con tendencias homicidas y a menudo hace referencias a esta ópera.
  - 1941 – Batman #4, comic del volumen 1 titulado "The Case of the Joker's Crime Circus" que alude a la letra del aria.
  - 1966 – Batman, serie televisiva en cuyo capítulo 1x05 "The Joker is Wild" el Joker se disfraza de Canio y canta su famosa aria.
  - 1998 – Las nuevas aventuras de Batman, serie animada en cuyo episodio 19 "Legends of The Dark Knight" la primera historia la ópera es mencionada por Robin II. El Joker utiliza la frase final, "La commedia è finita", como aviso de sus planes de robar la partitura original de la obra.

A continuación se recogen varias canciones que hacen referencias a esta ópera en la letra:
- 1939 – "(I'm Afraid) The Masquerade Is Over", tema escrito por Allie Wrubel y Herb Magidson y popularizado por las orquestas de Larry Clinton y Jimmy Dorsey. La canción fue versionada en 1961 por Marvin Gaye para Motown. La letra dice: «I guess I'll have to play Pagliacci and get myself a clown's disguise / And learn to laugh like Pagliacci with tears in my eyes.» (Supongo que tendré que tocar Pagliacci y conseguirme un disfraz de payaso / Y aprender a reír como Pagliacci con lágrimas en mis ojos.)

- 1954 – "Mr. Sandman", canción escrita por Pat Ballard y popularizada por The Chordettes que contiene la alusión: «Give him a lonely heart like Pagliacci, And lots of wavy hair like Liberace» (Dale un corazón solitario como Pagliacci y mucho cabello ondulado como Liberace).
- 1964 – "My Smile Is Just a Frown Turned Upside", tema coescrito por Robinson y cantado por Carolyn Crawford que alude a Pagliacci en los versos: «Just like Pagliacci did, I try to keep my sadness hid» (Al igual que Pagliacci, trato de ocultar mi tristeza).
- 1970 – "The Tears of a Clown", éxito de Smokey Robinson and the Miracles que incluía el mismo verso.